# Leskovšek
Leskovšek je priimek več znanih Slovencev:

## Znani nosilci priimka
- Andreja Leskovšek (*1965), alpska smučarka
- Anja Leskovšek, alpska smučarka
- Boštjan Leskovšek (1965—2025), zvočni umetnik, performer in pesnik
- Dinko Leskovšek (1929—2020), zdravnik kirurg
- Drago Leskovšek (1888—1978), gradbenik, strokovnjak za železnice, univ. prof.
- Drago Leskovšek (1919—2010), fizikalni kemik, univ. prof.
- Ela Leskovšek, likovna pedagoginja
- Evita Leskovšek (*1963), zdravnica
- Franc Leskovšek (1917—1976), pevski pedagog
- Franc Leskovšek (*1950), župan
- Hinko Leskovšek (1919—1976), operni režiser
- Ivan Leskovšek, fotograf
- Jaro Leskovšek (1926—2009), enigmatik (ugankar)
- Jolanda Jezernik Leskovšek (1933—2021), zdravnica neonatološka kirurginja
- Majda Leskovšek (1919—1995), operna pevka sopranistka
- Metka Leskovšek (*1942), igralka, TV-voditeljica in režiserka
- Mirjam Leskovšek, tekstilna tehnologinja, učiteljica veščin
- Nika Leskovšek, dramaturginja, gledališka kritičarka in teoretičarka
- Stane Leskovšek, veteran vojne za Slovenijo
- Tone Leskovšek (1919—1979), slikar, likovni pedagog
- Veronika Leskovšek (*1963), geografinja, kartografinja
- Vojteh Leskovšek (*1947), metalurg, član IAS
- Žiga Leskovšek (*1950), prevajalec znanstvene fantastike in pisec o njej